# Ringkøbing
Ringkøbing anhörenⓘ ist eine Kleinstadt in Dänemark und Verwaltungssitz der Kommune Ringkøbing-Skjern. Ringkøbing liegt am Ringkøbing Fjord nahe der Nordsee. Die Stadt hat 9830 Einwohner (Stand 1. Januar 2025) und eine Fläche von 400,9 km². Von 1794 bis 1970 war Ringkøbing Kreisstadt von Ringkøbing Amt, von 1970 bis 2007 von Ringkjøbing Amt; von 1970 bis 2007 bildete Ringkøbing das Zentrum der Kommune Ringkøbing.
Die Altstadt von Ringkøbing besitzt alte Gassen, die rechtwinklig um den Marktplatz Torvet herum angelegt wurden. Einzigartig in Dänemark ist die Benennung der Hauptachsen: Vestergade, Østergade, Nørregade und Søndergade sind – anders als sonst üblich – nicht nach ihrer Laufrichtung vom Ortskern zur Stadtgrenze benannt, sondern nach ihrer geografischen Position in der Stadt.
Sehenswert sind das Stadtmuseum Ringkøbing-Skjern Museum und die Kirche aus dem 14. Jahrhundert (1934/35 neu verblendet), deren Turm sich nach unten verjüngt. Das Altarbild schuf Arne Haugen Sørensen, Teile der Orgel stammen aus dem 17. Jahrhundert.

## Geschichte
Archäologische Funde lassen auf eine Entstehung im 13. Jahrhundert schließen. Damals verfügte Ringkøbing durch seine geschützte Lage am Haff über den einzigen Hafen der dänischen Nordseeküste; der Limfjord weiter nördlich war noch vom Meer getrennt. Seit dem 17. Jahrhundert allerdings versandete die Einfahrt in den Ringkøbing-Fjord zunehmend, Wind und Meeresströmungen verlagerten sie südwärts. Die Stadt verlor ihre Bedeutung als Hafen. Erst mit der Schaffung des Kanals von Hvide Sande wurde die Verbindung zum offenen Meer wiederhergestellt.
Im Zweiten Weltkrieg wurde die Stadt mit Panzersperren umgeben. Zudem wurden rund um den Ort Betonpfähle mit Eisenspitzen auf den Feldern eingegraben, um feindliche Flieger an der Landung zu hindern; in der gesamten Stadt wurden Bunker errichtet. Ein weiterer Schwerpunkt des Atlantikwalls bildete die Heeresküstenbatterie Søndervig. Insgesamt wurden rund um den Fjord 19 alliierte Flugzeuge von der „Ringelnatter“-Anlage in Houvig abgeschossen.

## Söhne und Töchter der Stadt
- Cornelia von Levetzow (1836–1921), Schriftstellerin
- Janus la Cour (1837–1909), Landschaftsmaler
- Vilhelm Lange (1893–1950), Turner
- Anders Holch Povlsen (* 1972), Unternehmer
- Thomas Thorninger (* 1972), Fußballspieler
- Claus Møller Jakobsen (* 1976), Handballspieler
- Kristian Kolby (* 1978), Rennfahrer
- Hans Henrik Andreasen (* 1979), Fußballspieler
- Jonas Borring (* 1985), Fußballspieler
- Lasse Heinze (* 1986), Fußballspieler
- Mia Biltoft (* 1992), Handballspielerin

## Galerie

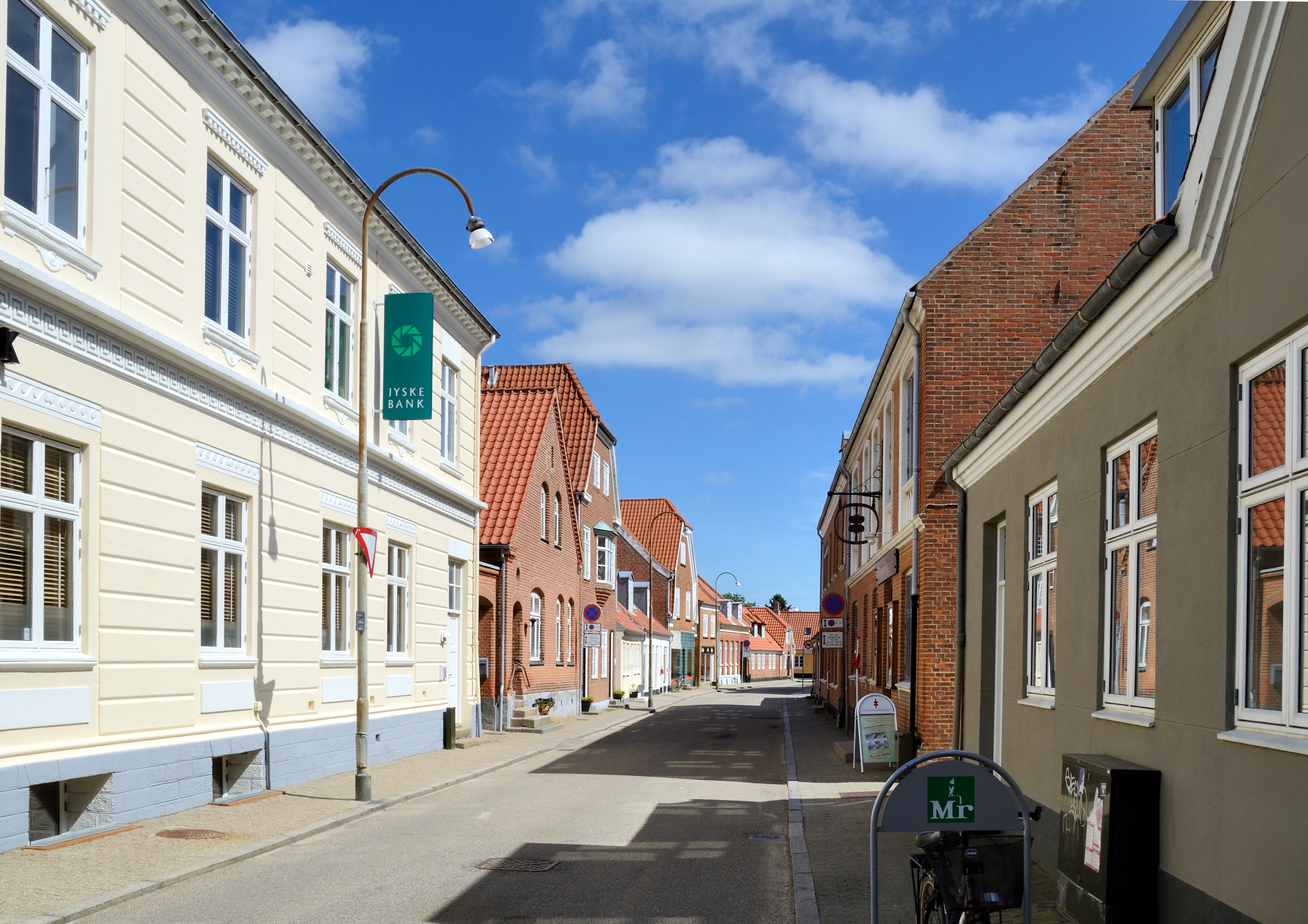
Straße in der Altstadt
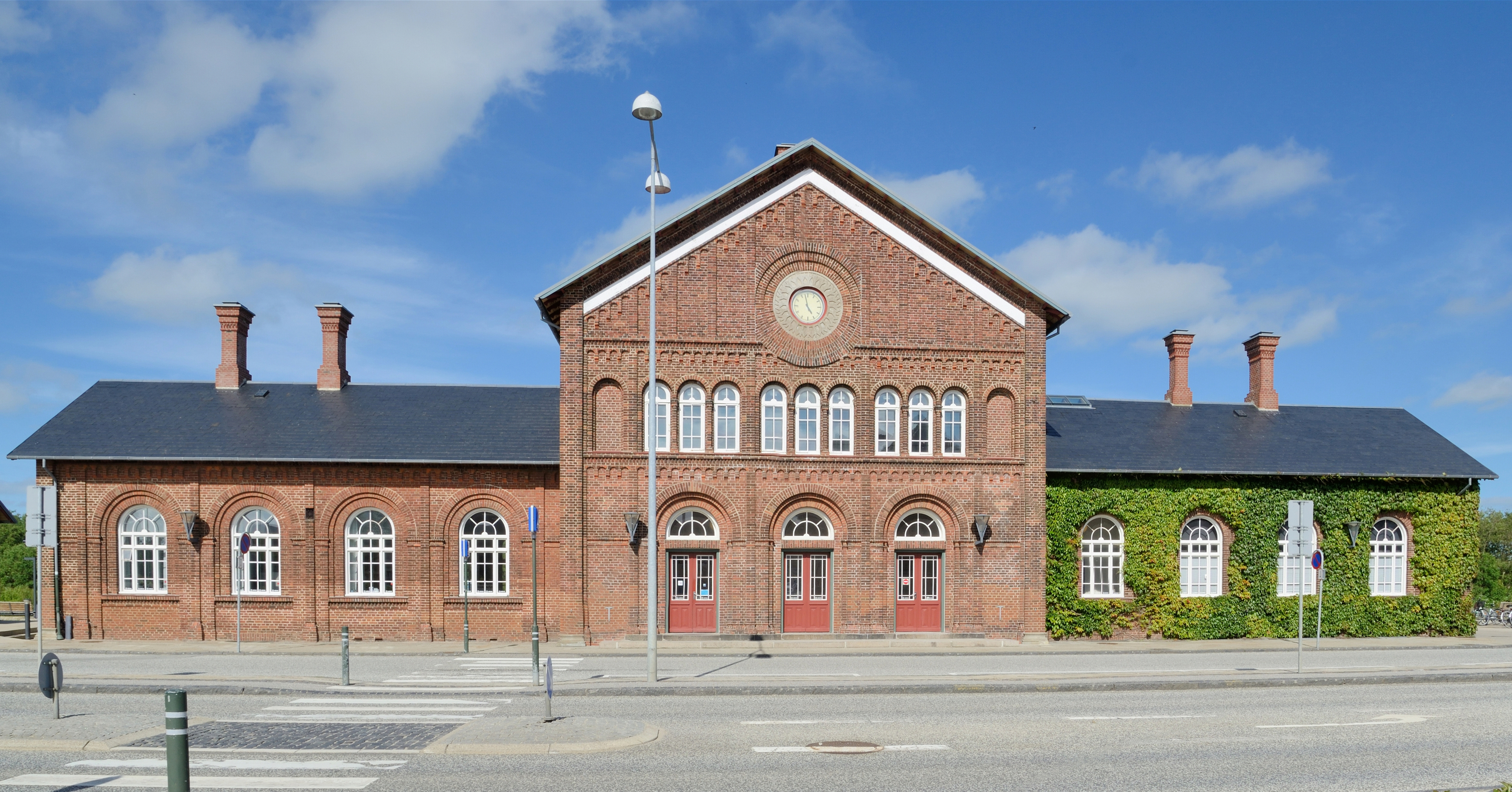
Bahnhof
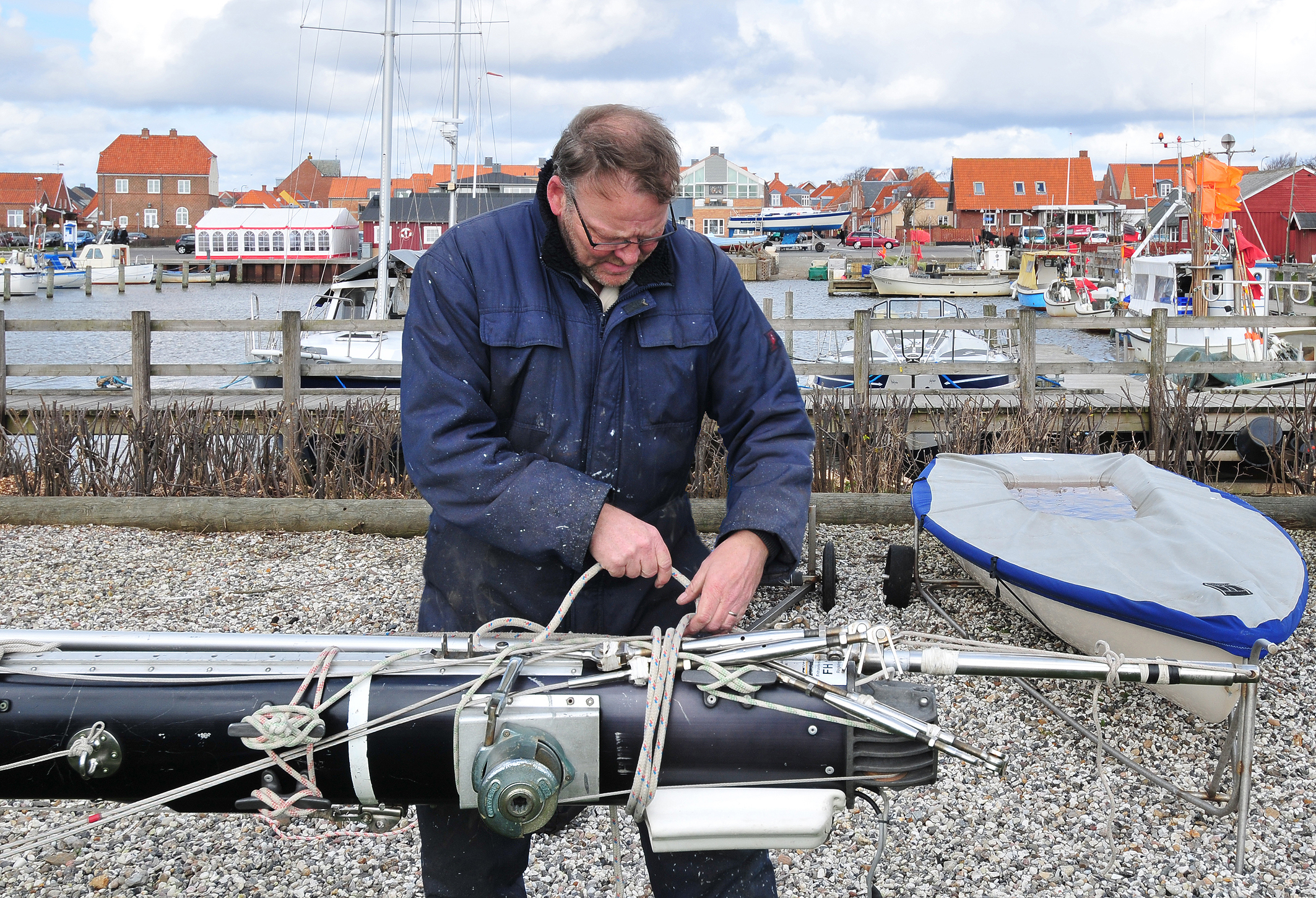
Am Hafen
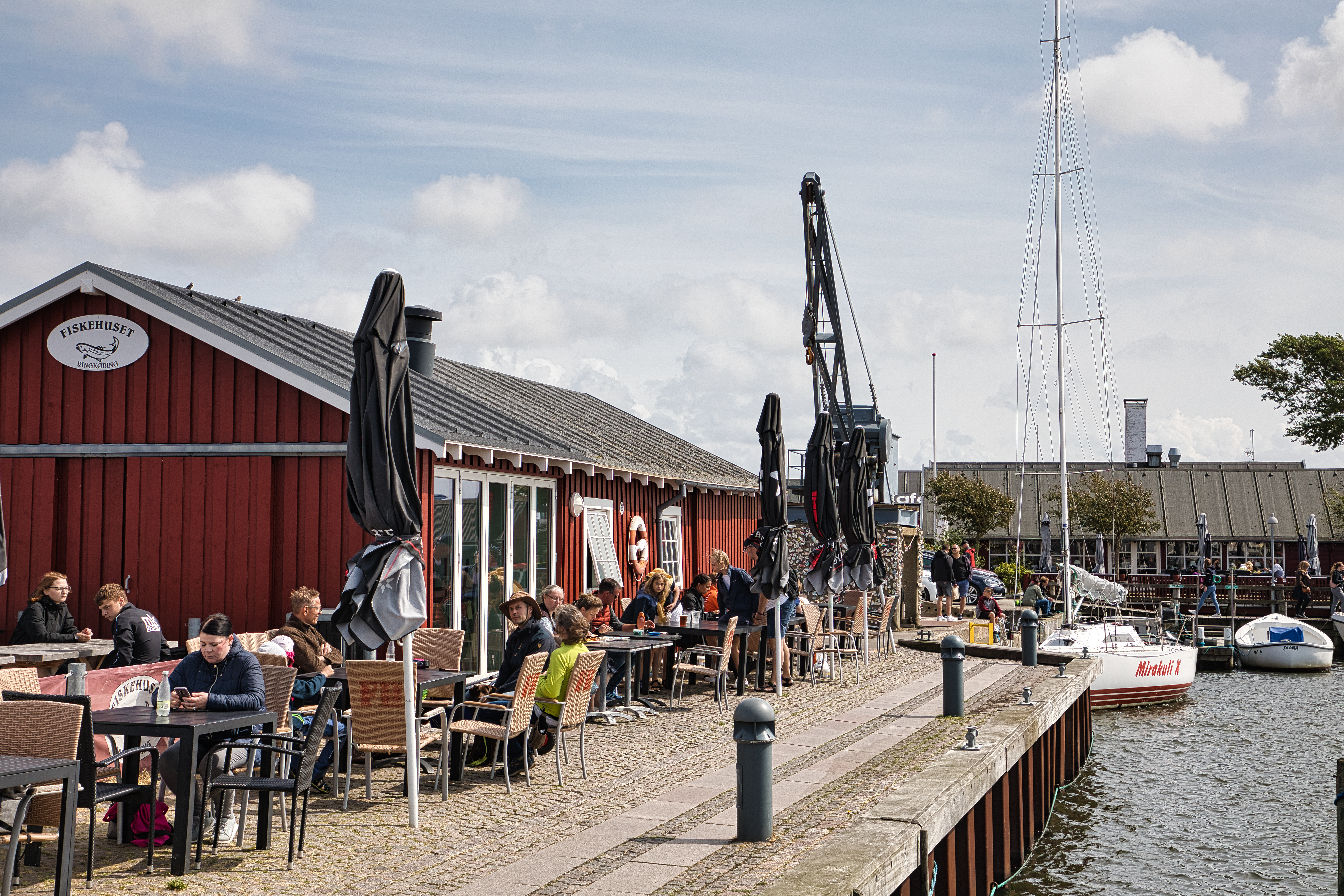
Das Fiskehuset im Hafen von Ringkøbing
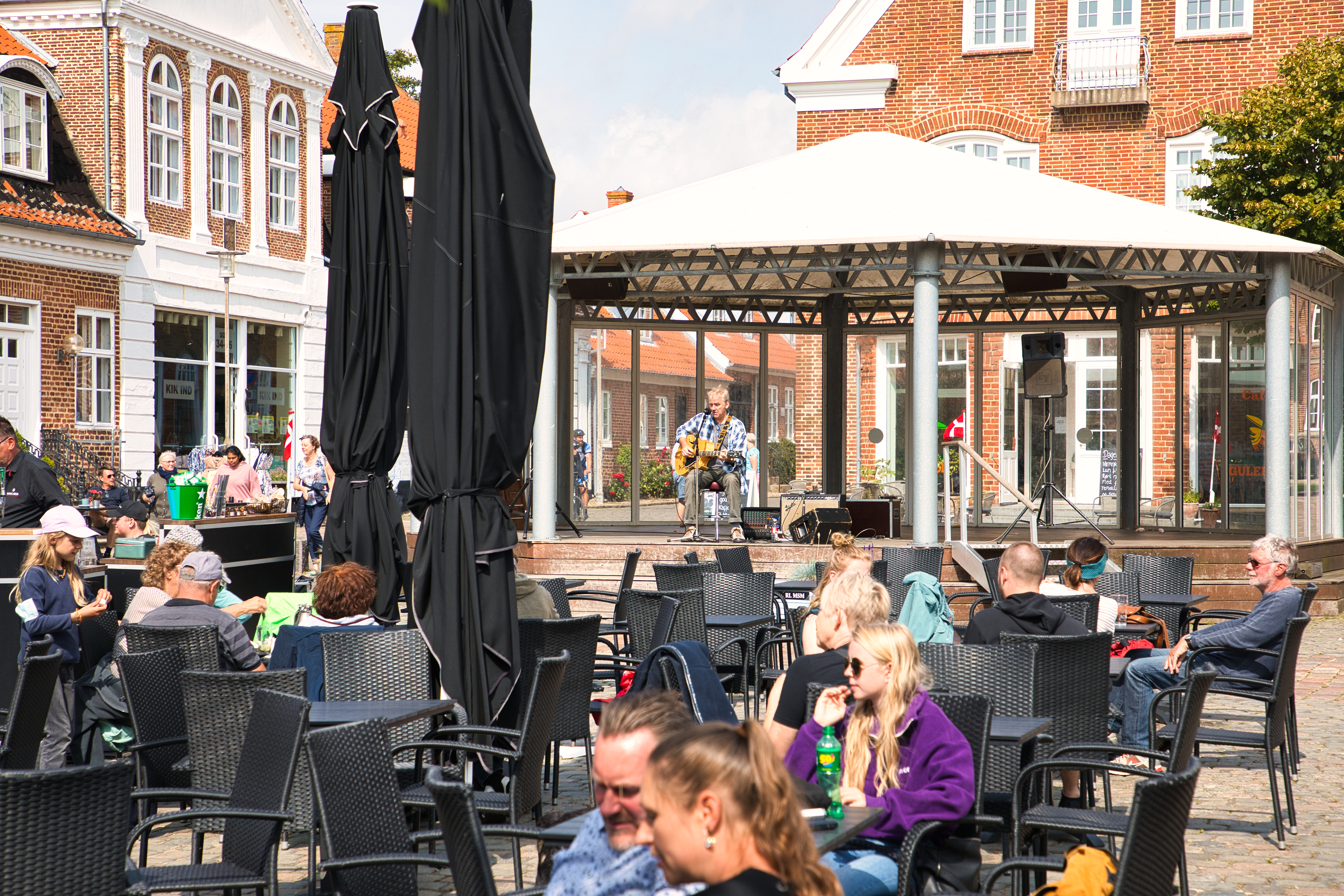
Markttag in Ringkøbing
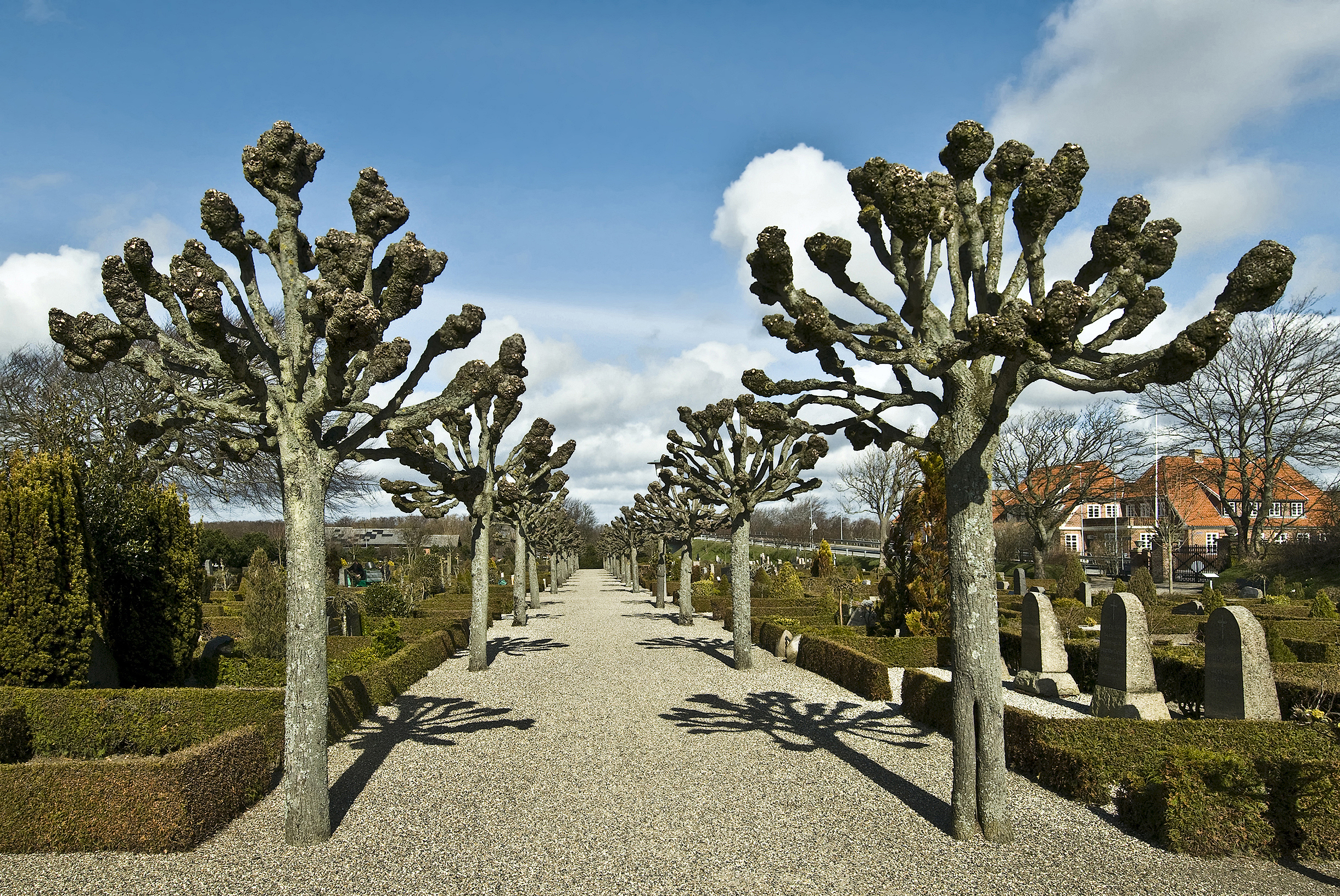
Friedhof
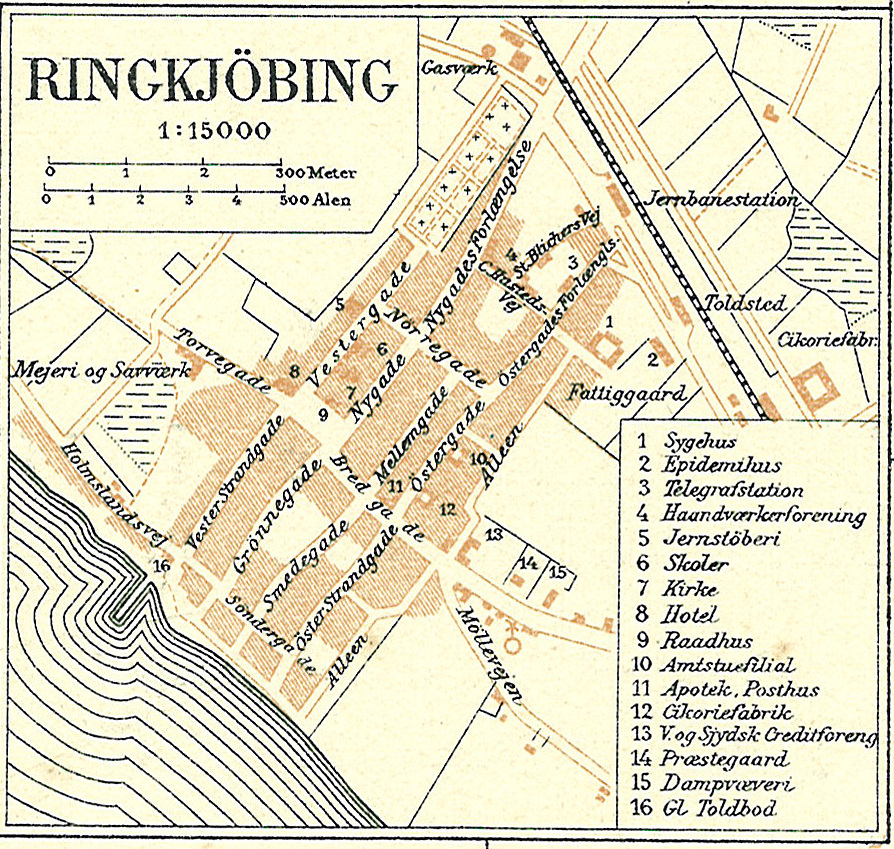
Stadtplan um 1900
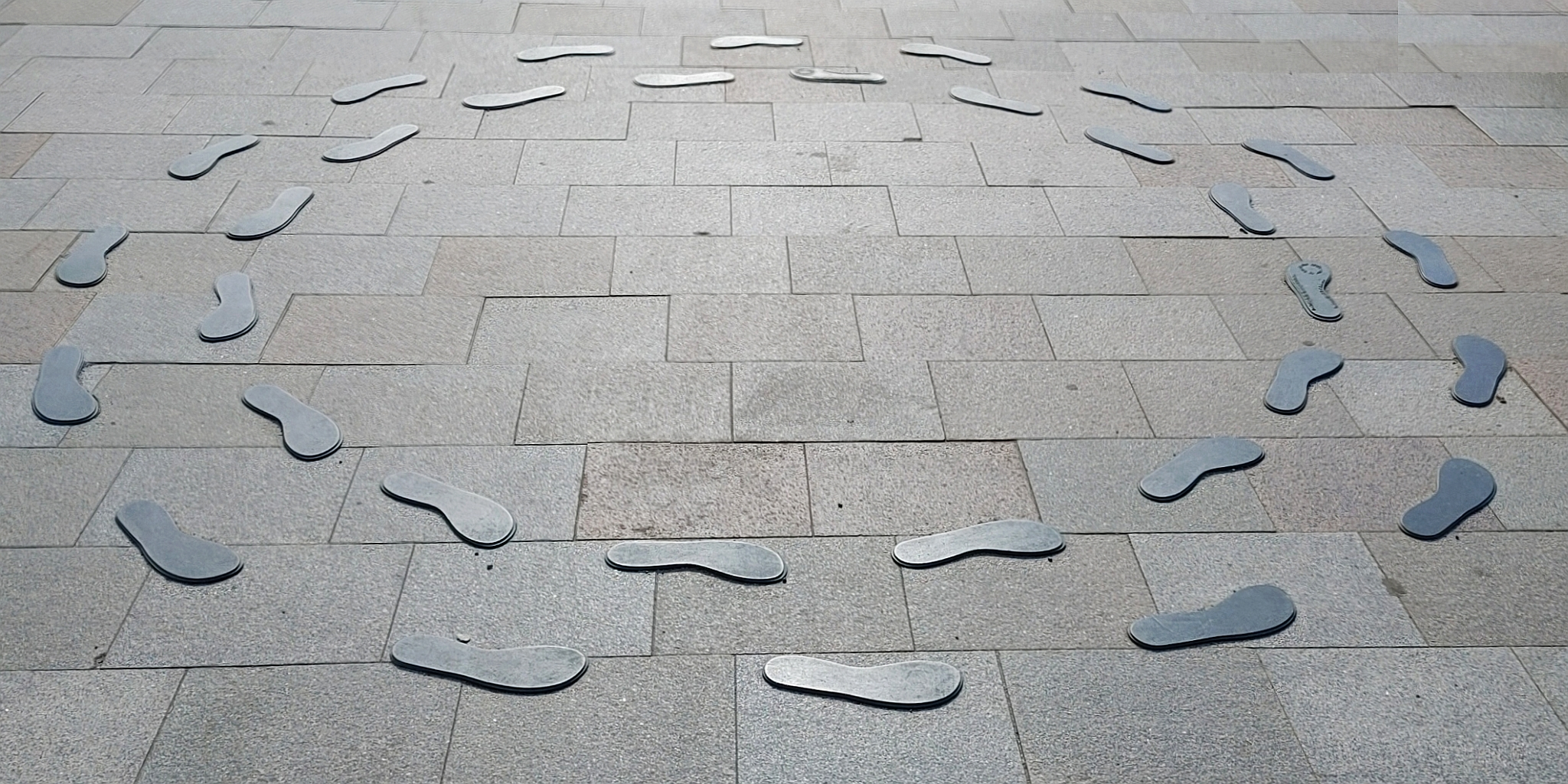
Bronze-Skulptur: Try to break the circle von B.A. Andersen, am Museumspladsen